# 이노센테
《이노센테》(영어: Inocente)는 미국에서 제작된 숀 파인, 앤드리아 닉스 감독의 2012년 단편 다큐멘터리 영화이다. 2013년 제85회 아카데미상에서 단편 다큐멘터리상을 수상하였다.
이 영화는 크라우드펀딩 웹사이트 킥스타터에 의해 부분적으로 자금 지원을 받았으며 아카데미상을 수상한 최초의 크라우드펀딩 지원 영화 작품이다.